# Towarzystwo Gimnastyczne „Sokół” w Krakowie

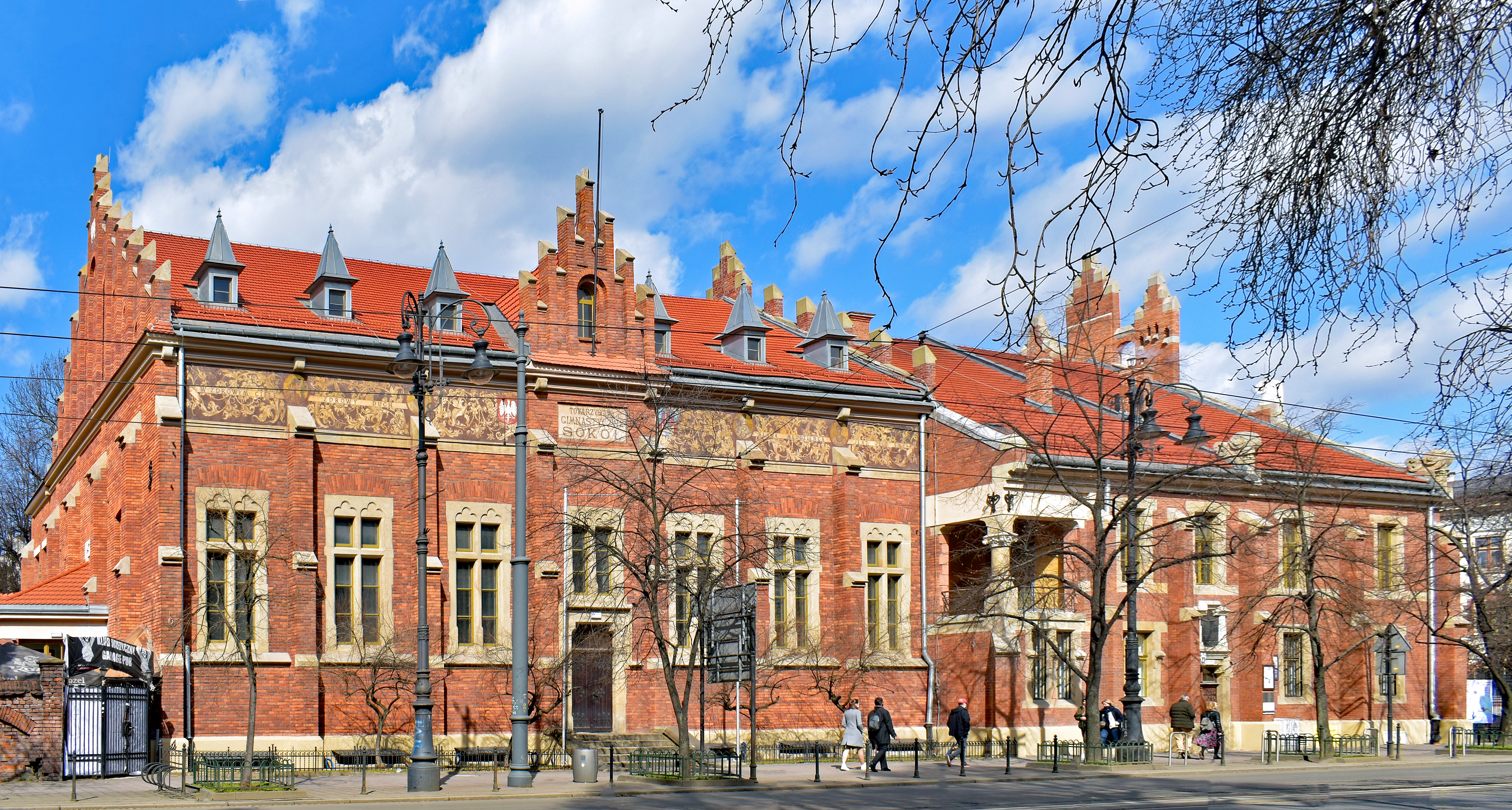
Krakowska sokolnia
ul. Piłsudskiego (d. Wolska) 27

Towarzystwo Gimnastyczne Sokół w Krakowie –  gniazdo Związku Polskich Gimnastycznych Towarzystw Sokolich w Cesarstwie Austriackim. Powstało w 1885 roku, w 1921 weszło w skład Związku Towarzystw Gimnastycznych "Sokół" w Polsce stając na czele dzielnicy krakowskiej. W 1947 roku zostało zlikwidowane. Odrodziło się w 1989 roku jako Polskie Towarzystwo Gimnastyczne „Sokół” w Krakowie.

## Historia
21 września 1884 roku w sali krakowskiego magistratu odbyło się spotkanie, którego celem było założenie Towarzystwa Gimnastycznego Sokół w Krakowie. Wybrano komitet przygotowawczy: Michał Bałucki, Józef Grychowski, Mieczysław Głuchowski, Stanisław Homolacs, Henryk Jordan, Jan Kwiatkowski, Koneczny, Józef Mrazek, Emmanuel Mirtenbaum, Alfred Obaliński, Stanisław Paszkowski, Karol Petelenz, Teodor Riedel i Andrzej Zarzycki. Przygotowany statut został przesłany 9 listopada do Namiestnictwa, jednak nie został zatwierdzony. Poprawiony zatwierdzono 23 lutego 1885 roku.
Pierwsze w walne zebranie zostało zwołane 17 maja 1885 roku w sali Rady Miejskiej. Do Towarzystwa akces zgłosiło 250 członków. Wybrano Wydział w składzie: Stanisław Abłamowicz, Michał Bałucki, Lew Barański, Kazimierz Bartoszewicz, Mieczysław Białkowski, Alfons Borkowski, Michał Gołąb, Jan Koźmiński, Emanuel Mirtenbaum, Alfred Obaliński, Tadeusz Romanowicz, Mieczysław Głuchowski, Ferdynand Weigel i Andrzej Zarzycki. Prezesem wybrano Michała Bałuckiego, zastępcą Stanisława Abłamowicza, sekretarzem Zarzyckiego, skarbnikiem Jana Kwiatkowskiego, a bibliotekarzem Bartoszewskiego. Ustalono, że składka członkowska będzie wynosiła 50 ct miesięcznie.
Początkowo ćwiczenia odbywały się na boisku urządzonym w ogrodzie przy placu Latarnia, który udostępnili bezpłatnie przez Jana Kwiatkowskiego i Juliusza Przeworskiego. Szukano sali, aby móc je kontynuować zimą. Hugon i Alfred Johnowie odstąpili na ten cel część szopy na terenie browaru. Przystosowano ją na potrzeby Towarzystwa za 1700 złr. Służyła ona aż do 1899 roku, gdy otwarto nowy gmach przy ulicy Wolskiej.
W 1918 roku organizacja sokolstwa z trzech zaborów została scalona i zreorganizowana. W 1921 roku powstał Związek Towarzystw Gimnastycznych "Sokół" w Polsce. W wyniku reorganizacji cały kraj podzielono na dzielnice. Centrala dzielnicy krakowskiej znalazła się w Krakowie.  

### Po II wojnie światowej
Już w marcu 1945 roku Sokół wznowił działalność. 9 września odbył się w Krakowie ogólnopolski zjazd Sokołów. Uchwalił on powstanie w Krakowie Tymczasowego Zarządu Związku, którego prezesem został Edward Kubalski. Niestety w 1947 roku władze zarzucając Sokołowi, że jest organizacją profaszystowską zlikwidowały organizację i przejęły jej majątek. 31 lipca 1947 roku SB opieczętowała budynek Sokoła. Zabrali pieczątki, dokumenty i zezwolenia na prowadzenie działalności. Sztandar Sztandar amarantowy z adamaszku jedwabnego ozdobiony po jednej stronie srebrnym sokołem w locie, a po
drugiej wieńcem z wawrzynu i napisem: Towarzystwo gimnastyczne „Sokół” w Krakowie został ukryty. Przechowywała go druhna Janina Skirlińska, która w 1987 roku przekazała go do Muzeum Jasnogórskiego.
Podejmowano próby reaktywowania organizacji. Jedna z nich podjęto we wrześniu 1981 roku. Komitet Wznowienia Działalności Sokoła przygotował statut i program działania. Na czele Tymczasowego Zarządu stanął Jerzy Ziemisławski. Działalność przerwało wprowadzenie stanu wojennego, a po jego zawieszeniu w 1983 roku Urząd Miasta Krakowa odrzucił wniosek o rejestrację.
3 maja 1989 roku podczas spotkania 93 dawnych działaczy w kawiarni domu socjalnego AGH podjęto decyzje o reaktywacji Sokoła. Stowarzyszenie przyjęło nazwę Polskie Towarzystwo Gimnastyczne „Sokół” w Krakowie. Na czele Tymczasowego Zarządu stanął Konrad Firlej. Złożono statut i wniosek o rejestrację, która nastąpiła 5 lipca 1989 roku. Prezesem został wybrany Konrad Firlej.   

## Budynek
W styczniu 1866 roku Walne Zgromadzenie podjęło decyzję o zaciągnięciu pożyczki w wysokości 12 tysięcy złr na okres 10 lat na zakup gruntu i budowę własnego budynku. W 1887 roku wniesiono prośbę do Rady Miasta o sprzedaż lub bezpłatne przekazanie działki na ten cel. Z dwóch lokalizacji wybrano wąska i nisko położoną działkę przy ulicy Wolskiej. Rada Miasta przekazała ją bezpłatnie pod warunkiem wybudowania budynku w ciągu 3 lat, ogrodzenia działki ozdobnym żelaznym ogrodzeniem, używania budynku na cele Towarzystwa, a w razie jego rozwiązania przekazania budynku i działki na własność gminy. 13 stycznia 1889 roku darowizna od gminy została przyjęta. Plany budynku o wymiarach 33 metry długości, 19 m szerokości i 12 metrów wysokości przygotował Karol Knaus. Ponieważ koszt budowy tak dużego budynku przerastał możliwości Towarzystwa podjęto decyzje o jego zmniejszeniu. Sala miała mieć 27 metrów długości, 15, 70 szerokości i 10 wysokości. Kosztorys wyliczono na 33 tysiące złr. Przetarg wygrał Jan Meyer, który zobowiązał się wykonać prace za 32 tysiące 340 zlr. Ponieważ Towarzystwo na budowę posiadało tylko 7 tysięcy złr, powstał komitet finansowy, który zebrał akcepta wekslowe  o wartości 20 950 złr. Budowę gmachu rozpoczęto 18 maja, a ukończono 18 listopada 1889 roku. Salę wymalował Antoni Tuch. Umieszczono pod sufitem cytaty z utworów Adama Mickiewicza: "Ze słabością łamać się uczymy za młodu”, „Razem młodzi przyjaciele – we wspólnym szczęściu wszystkich cele",  „wspólna moc zdoła nas ocalić” oraz sokolskie hasła „odwaga, siła, wytrwałość, równowaga, męstwo, dzielność, karność, sokoli lot”. W gmachu umieszczono dwie tablice na pierwszej napisano: „Za prezydentury dr Feliksa Szlachtowskiego Stowarzyszenie Gimnastyczne „Sokół” pod swoim prezesem dr Wawrzyńcem Styczniem ten budynek na zasadzie uchwał wydziału przy pomocy komitetu budowlanego i komitetu finansowego, który ten fundusz na budowę zakredytował na gruncie przez gminę miasta Krakowa bezpłatnie na cele „Sokoła” odstąpionym wedle planów i pod kierunkiem architekty Karola Knausa ku powszechnemu dobru na cle Sokoła wybudowało i dnia 18 listopada do użytku oddało. Budowę wykonał budowniczy Jan Meyer”.
Na drugiej tablicy umieszczono  spisy członków Wydziału w 1889 roku, komitetów; finansowego i budowy, sadu honorowego, komisji kontrolnej, kierowników gimnastyki i chóru.
W 1890 roku przebudowano szatnie, które były zbyt małe. Było to możliwe dzięki pożyczkom ( akcepta) 7200 złr udzielonym przez Wandalina Beringera i Hermana Fritscha, które Towarzystwo potem spłaciło. W 1894 roku wybrano komisję budowlaną, która zaproponowała przebudowę przybudówki z szatniami od strony Rudawy. Projekt obejmujący budowę 2 szatni o wymiarach 27 na 5,5 metra przygotował Teodor Talowski. Po przebudowie powiększono również szatnie nauczycielskie, a na piętrze powstała druga sala gimnastyczna o wymiarach 22 na 10 metrów. Koszt przebudowy wyniósł ponad 44 tysiące złr, a koszty budowy całego budynku z uwzględnieniem przebudowy w 1890 roku wyniósł ponad 88 tysięcy złr.
W latach 1909–1910 podczas przygotowań do Zlotu Grunwaldzkiego w ramach renowacji wykonano nową polichromię w dolnej sali gimnastycznej. Jej autorem był Józef Mehoffer. Przetrwała ona do II wojny światowej, gdy została zamalowana przez Niemców.
W okresie międzywojennym w piwnicach urządzono szatnie dla łyżwiarzy, tenisistów, toalety i bufet. Po wyzwoleniu Krakowa budynek wymagał napraw. W dolnej sali gimnastycznej pod koniec wojny urządzono stajnię dla koni. Po wysadzeniu przez Niemców mostu Dębnickiego wypadły szyby z okien i został uszkodzony dach.
Po likwidacji Sokoła budynek był użytkowany jako sala gimnastyczna. Od 1967 roku użytkował ja klub Cracovia. Został oddany Sokołowi dopiero w 1991 roku. W latach 1991–1995 przeprowadzono remont podczas którego naprawiono dach i elewację południową. W 1996 wymieniono centralne ogrzewanie, kotłownię, a dolna sala otrzymała nowe podłogi i ogrzewanie podłogowe. Wyremontowano też ścianę wschodnią budynku.
W 2018 roku rozpoczęto prace konserwatorskie w celu przywrócenia polichromii Antoniego Tucha w dolnej sali gimnastycznej.

## Członkowie honorowi
- Michał Bałucki (1886)[7]
- Józef Friedlein (1889)[7]
- Hugon i Albert Johnowie (1886) właściciele browaru[7]
- Żegota Krówczyński (1886)[7]
- Tadeusz Romanowicz (1890)[7]
- Wawrzyniec Styczeń (1890)[7]
- Feliks Szlachtowski (1889)[7]

## Członkowie założyciele
- Teodor Baranowski (1892)[7]
- Feliks Dobrzański (1892)[7]
- Jan Fische (1892)[7]
- Michał Kański (1885)[7]
- Jan Kwiatkowski (1892)[7]
- Michał Marfiewicz (1889)[7]
- Sobiesław Mieroszewski (1888)[7]
- Stanisław Paszkowski (1892)[7]
- Mieczysław Pawlikowski (1892)[7]
- Albert Propper (1892)[7]
- Arnold Rapaport (1889)[7]
- Leopold Reich (1892)[7]
- Józef Rosenblatt (1892)[7]
- Józef Rudnicki (1892)[7]
- Jan Skirliński (1892)[7]
- Aleksander Sulikowski (1892)[7]
- Ludwik Turnau (1892)[7]
- Józef Wawel Louis (1892)[7]
- Ludwik Wiszniewski (1885)[7]
- Stanisław Woyneko-Tomkiewicz (1892)[7]
- Władysław Zajączkowski (1892)[7]
- Teodor Zajdzikowski (1896) za ufundowanie witraża[7]
- Władysław hr Zamoyski (1892)[7]

## Przewodniczący
- 1885–1886 Michał Bałucki[7]
- 1886–1898 Wawrzyniec Styczeń[7]
- 1898–1919  Władysław Turski
- 1919–1931 Stanisław Rowiński[12]
- 1934–1939 Karol Bunsch[13]

- 1945 Karol Bunsch[13]
- 1945 Bolesław Rozmarynowicz[13]

## Naczelnicy
- 1885–1886 Kazimierz Homiński
- 1887–1891 Teofil Tyszecki
- 1892 Kazimierz Haczewski
- 1893–1894 Tyszecki Teofil
- 1894–1896 Szczęsny Ruciński
- 1919 A. Hamburger[14]